# Ward Halstead
Ward Campbell Halstead (ur. 1908, zm. 1968) – amerykański psycholog, współtwórca neuropsychologii.
Doktorat uzyskał na Uniwersytecie Northwestern. Pracownik Uniwersytetu Chicago, przez wiele lat współpracował z neurologami i neurochirurgami w celu stworzenia metod służących do wykrywania uszkodzeń mózgu z perspektywy psychologa. Twórca poglądu wiążącego tzw. inteligencję biologiczną z funkcjami płatów czołowych człowieka. W celu określenia stanu tejże inteligencji zaproponował szereg testów, które służyły jednocześnie do wykrywania organicznego uszkodzenia mózgu. Spośród tych najważniejszym jest Test Kategorii.
Baterię testową Halsteada rozwinął jego uczeń Ralf Reitan. Obecnie znana jest ona pod nazwą: Bateria Testowa Halsteada-Reitana (ang. The Halstead-Reitan Neuropsychological Test Battery). Zaletą tej baterii jest możliwość zarówno klinicznej jak psychometrycznej interpretacji wyników testowych.

## Publikacje
- Correction on chronic intermittent anoxia. and impairment of peripheral vision. Science. 102 (2641): 159. 10 sierpnia 1945.
- Brain and Intelligence. A Quantitative Study of the Frontal Lobes. University Chicago Press. Chicago. 1947.
- Specialization of behavioral functions and the frontal lobes. Res Publ Assoc Res Nerv Ment Dis. 27 (1 vol.): 59-66. 1948.
- Frontal lobe functions and intelligence. Bull Los Angel Neuro Soc. 15 (4): 205-12. Grudzień 1950.
- Biological intelligence. J Pers. 20 (1): 118-30. Październik 1951.
- Some behavioral aspects of partial temporal lobectomy in man. Res Publ Assoc Res Nerv Ment Dis. 36: 478-90. 1958.
- Some biopsychology of thinking, imagery, and memory. Perspect Biol Med. 1 (3): 326-41. 1958.

### Współautorstwo
- Halstead WC, Carmichael HT, Bucy PC. Prefrontal Lobotomy. A Preliminary Appraisal of the Behavioral Results. Am J Psychiatry 103: 217-28. Wrzesień 1946.
- Halstead WC, Shure G. Further evidence for a frontal lobe component in human biological intelligence. Trans Am Neurol Assoc. 13(79th Meeting): 9-15. 1954.
- Halstead WC, Wepman JM. The Halstead-Wepman aphasia screening test. J Speech Disord. 14 (1): 9-15. Marzec 1949.
- Apter NS, Halstead WC. The psychiatric manifestations of early cerebral damage in essential hypertension. Med Clin North Am. 35 (1): 133-42. Styczeń 1951.
- Albernaz JG, Halstead WC. New test for the diagnosis of aphasia. Arq Neuropsiquiatr. 11 (2) :115-26. Czerwiec 1953.
- Chapman LF, Symmed D, Halstead WC. Auditory flutter fusion in patients with cortical ablations. J Comp Physiol Psychol. 48 (5): 421-5. Październik 1955.
- Halstead WC, Gallagher BB. Autoregulation of amino acids intake in the albino rat. J Comp Physiol Psychol. 55: 107-11. Luty 1962.
- Halstead WC, Rucker WB, McMahon JP. Memory. Annu Rev Med. 18: 1-14. 1967.
- Rennick PM, Halstead WC. Color-naming, delayed speech feedback and cerebral dysfunction. J Clin Psychol. 24 (2): 155-61. Kwiecień 1968.